# How I Got Over (album)
How I Got Over è il nono album discografico in studio del gruppo musicale hip hop statunitense The Roots, pubblicato nel giugno 2010.

## Tracce
1. A Peace of Light (feat. Amber Coffman, Angel Deradoorian & Haley Dekle) – 1:50
2. Walk Alone (feat. Truck North, P.O.R.N. & Dice Raw) – 3:55
3. Dear God 2.0 (feat. Monsters of Folk) – 3:52
4. Radio Daze (feat. Blu, P.O.R.N. & Dice Raw) – 4:16
5. Now or Never (feat. Phonte & Dice Raw) – 4:34
6. How I Got Over (feat. Dice Raw) – 3:36
7. DillaTUDE: The Flight of Titus – 0:42
8. The Day (feat. Blu, Phonte & Patty Crash) – 3:44
9. Right On (feat. Joanna Newsom & STS) – 3:36
10. Doin' It Again – 2:24
11. The Fire (feat. John Legend) – 3:41
12. Tunnel Vision – 0:40
13. Web 20/20 (feat. Peedi Peedi & Truck North) – 2:46
14. Hustla (feat. STS) – 2:56

## Classifiche
- Billboard 200 - #6